# كأس تونس 2003–04
كأس تونس لكرة القدم 2003-2004 هو الموسم رقم 47 منذ الاستقلال وال72 منذ إنشائه من كأس تونس لكرة القدم.

فاز بهذا الموسم النادي الرياضي الصفاقسي، وجاء ثانيا الترجي الرياضي التونسي.

## روابط خارجية
- الموقع الرسمي للجامعة التونسية لكرة القدم.